# Споднє Дуплиці
Споднє Дуплиці (словен. Spodnje Duplice) — поселення в общині Гросуплє, Осреднєсловенський регіон, Словенія. Висота над рівнем моря: 357 м.